# Ptericoptomimus truncatus
Ptericoptomimus truncatus là một loài bọ cánh cứng trong họ Cerambycidae.